# زنگبار (بستان‌آباد)
زنگبار یکی از روستاهای استان آذربایجان شرقی است که در دهستان اوجان غربی بخش مرکزی شهرستان بستان‌آباد واقع شده‌است،اهالی این روستا دارای شغل دامداری و کشاورزی مشغول هستند.امکانات این روستا شامل برق،گاز،تلفن،آب و مدرسه و مسجد میباشد.این روستا ۶۴ نفر جمعیت دارد.